# 瓦伊亞馬卡山

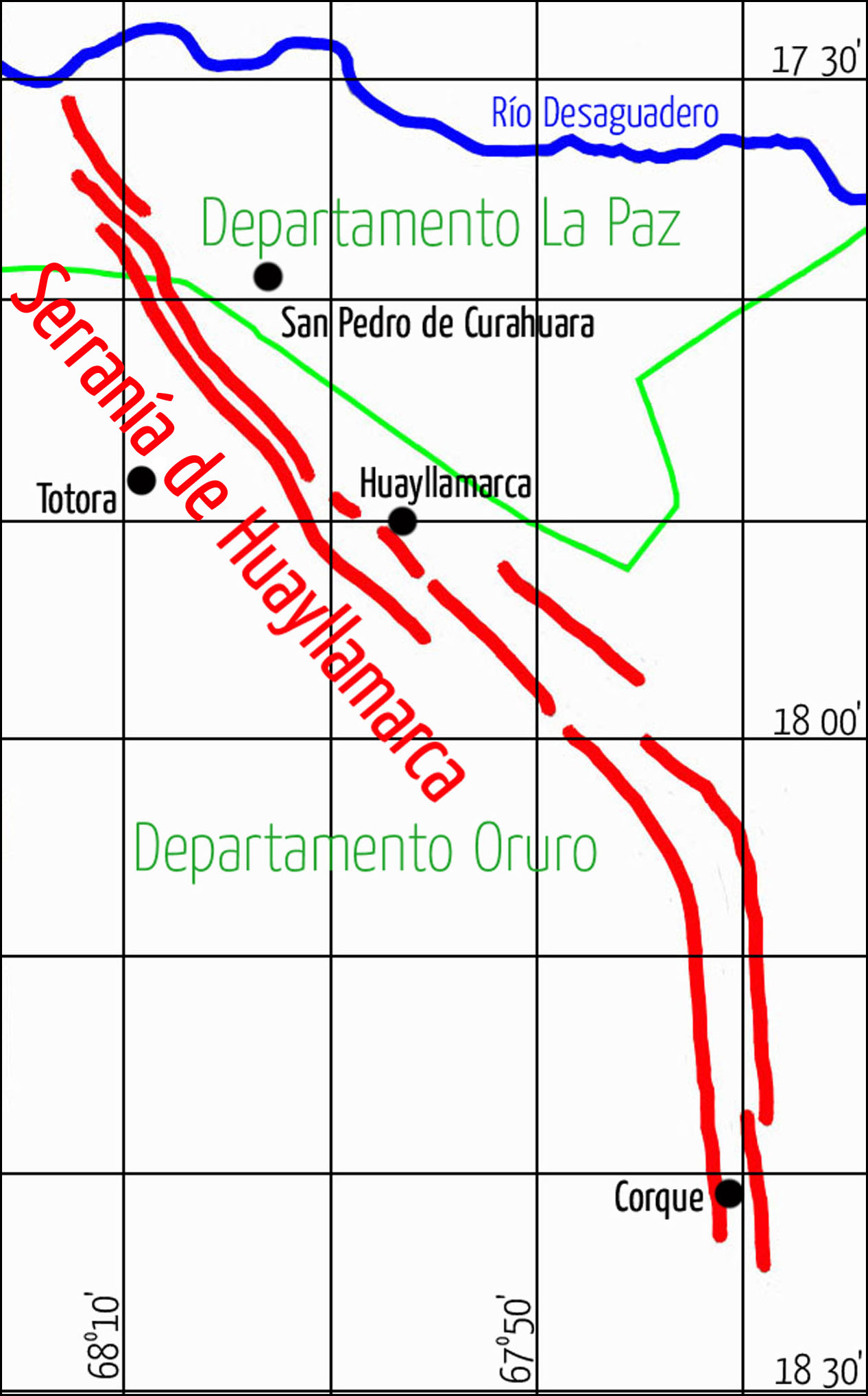

瓦伊亞馬卡山（西班牙語：Serranía de Huayllamarca），是玻利維亞的山脈，位於該國西部奧魯羅省，處於奧魯羅以西的阿爾蒂普拉諾高原，全長100公里，最高點海拔高度4,700米。